# Porfyr (filosof)
 For alternative betydninger, se Porfyr. (Se også artikler, som begynder med Porfyr)
Porfyr, Porphyr, Porphyrios (gr.: Πορφύριος; lat. Porphyrius), født med navnet Malchus (født ca. 232 i Syrien, død 305? i Rom) var en syrisk filosof, nyplatoniker. Han var Plotins mest fremstående elev, biograf og udgiver af Plotins skrifter.
Porfyr studerede hos Longinos i Athen, og hos Plotin i Rom. Han adskiller sig fra sin lærer Plotin ved en praktisk-religiøs interesse og en endnu strengere asketisk holdning. Han fortsætter Plotins oplæg til allegorisk tolkning af folkereligionerne.
Af hans mange skrifter er kun få bevaret; blandt de tabte var et skrift, Mod de kristne i 15 bøger, af hvilket der blot er fragmenter tilbage. I dette skrift skal han have bekæmpet læren om Kristi guddom. Hans biografi om Pythagoras og kommentarer til Euklid er af særlig interesse for matematikkens historie. Han er også hovedkilden til oplysninger om Ammonios Sakkas. Porfyr grundlagde en skole der senere skulle betegnes som nyplatonisk. Hans elever førte hans filosofi videre, og gennem Origenes skulle nyplatonismen senere få indflydelse på kristendommen.

## Isagoge
Porfyrs skrift Isagoge (gr. εἰσαγωγή, eisagogé: "Indføring") blev i senantikken og middelalderen læst som en indledning til Aristoteles’ logik. 
I Isagoge behandler Porfyr fem grundkategorier, som svarer til kategorierne i Plotins intelligible sfære.
De fem kategorier (eller prædikabilier) er de typer af prædikater der kan udtales om et subjekt:
- genus, slægt
- differentia, den egenskab der gør udgør forskellen til andre individer af samme art
- species, art
- proprium, den væsentlige egenskab
- accidens, den kontingente eller tilfældige egenskab.

Porfyrs skrift handler om, hvordan disse fem almene begreber forholder sig til de enkelte ting.

## Nominalisme
Han grundlægger den nominalistiske position med sin kommentar til "prædikabilierne" i Aristoteles' kategorilære som den forelå i latinsk oversættelse ved Boethius(o.500) i middelalderens skolastik.
Hvad nu angår genera [slægter]  og species [arter] så vil jeg undgå at ytre mig om spørgsmålet om de subsisterer, består i sig selv, eller om de blot eksisterer i intellektet; desuden, ifald de subsisterer, om de da er kropslige eller ikke – dette vil jeg altså undgå at ytre mig om; thi en opgave som denne er meget vanskelig og omfattende (ty. hoch) og kræver en indgående undersøgelse.
Porfyr havde ganske vist ikke taget stilling, men forberedt den grundlæggende diskussion.
Senere tog nominalismestrid udgangspunkt i Porfyrs skrift-. Den teologiske metode i skolastikkens begyndelse fornyedes gennem studiet af Porfyr og Boëthius fra 500-tallet, men at der senere i skolastikken måtte ryddes op i tolkningen af Aristoteles' logik. Resultatet af forvirringen var at man opfattede logiske problemer som metafysiske, og at man diskuterede metafysiske spørgsmål under former der var lånt fra logikken
. Denne oprydning var William af Ockhams fortjeneste – i den såkaldte universaliestrid .